# Dorfkirche Borstel (Stendal)

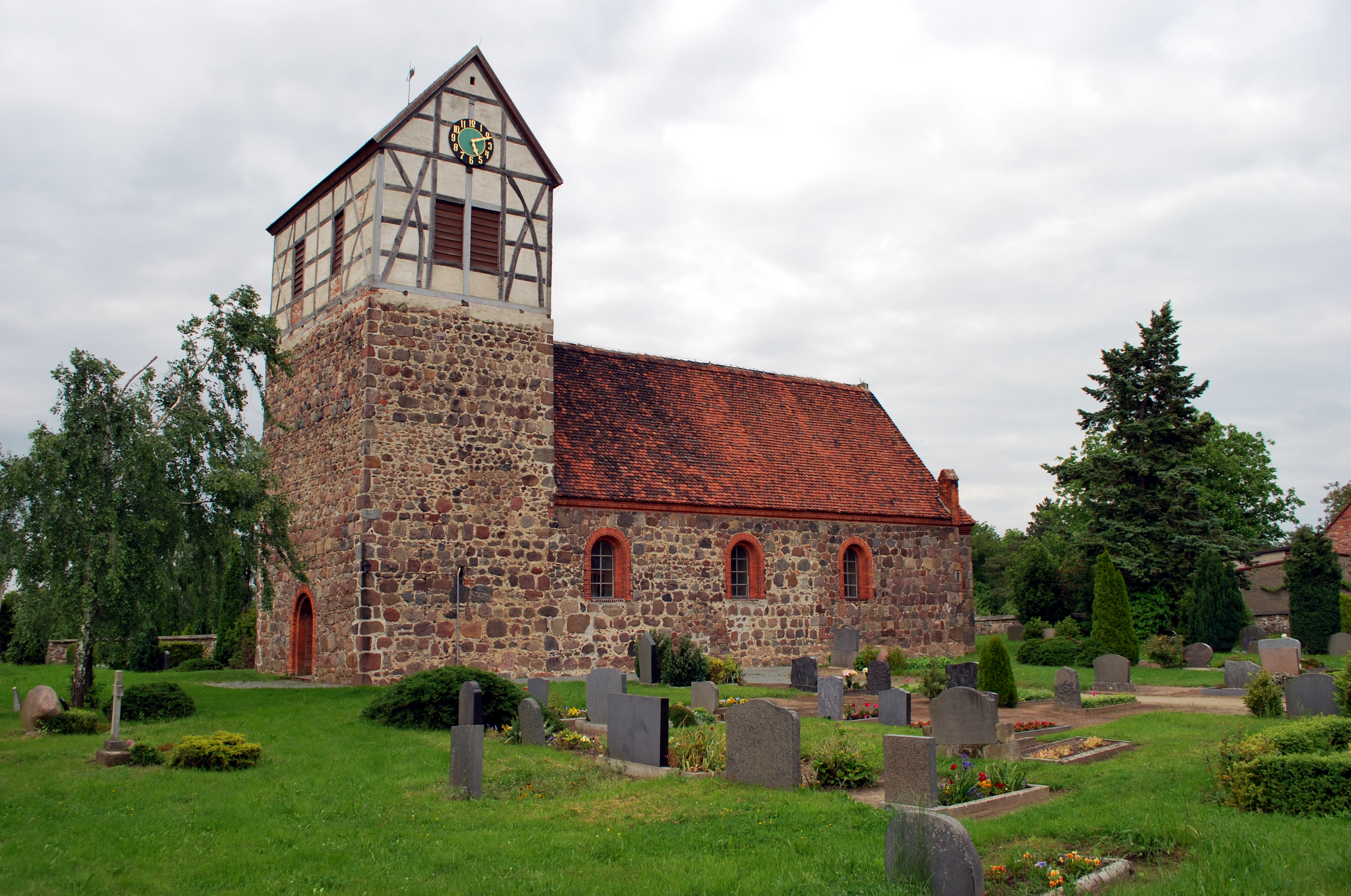
Dorfkirche Borstel

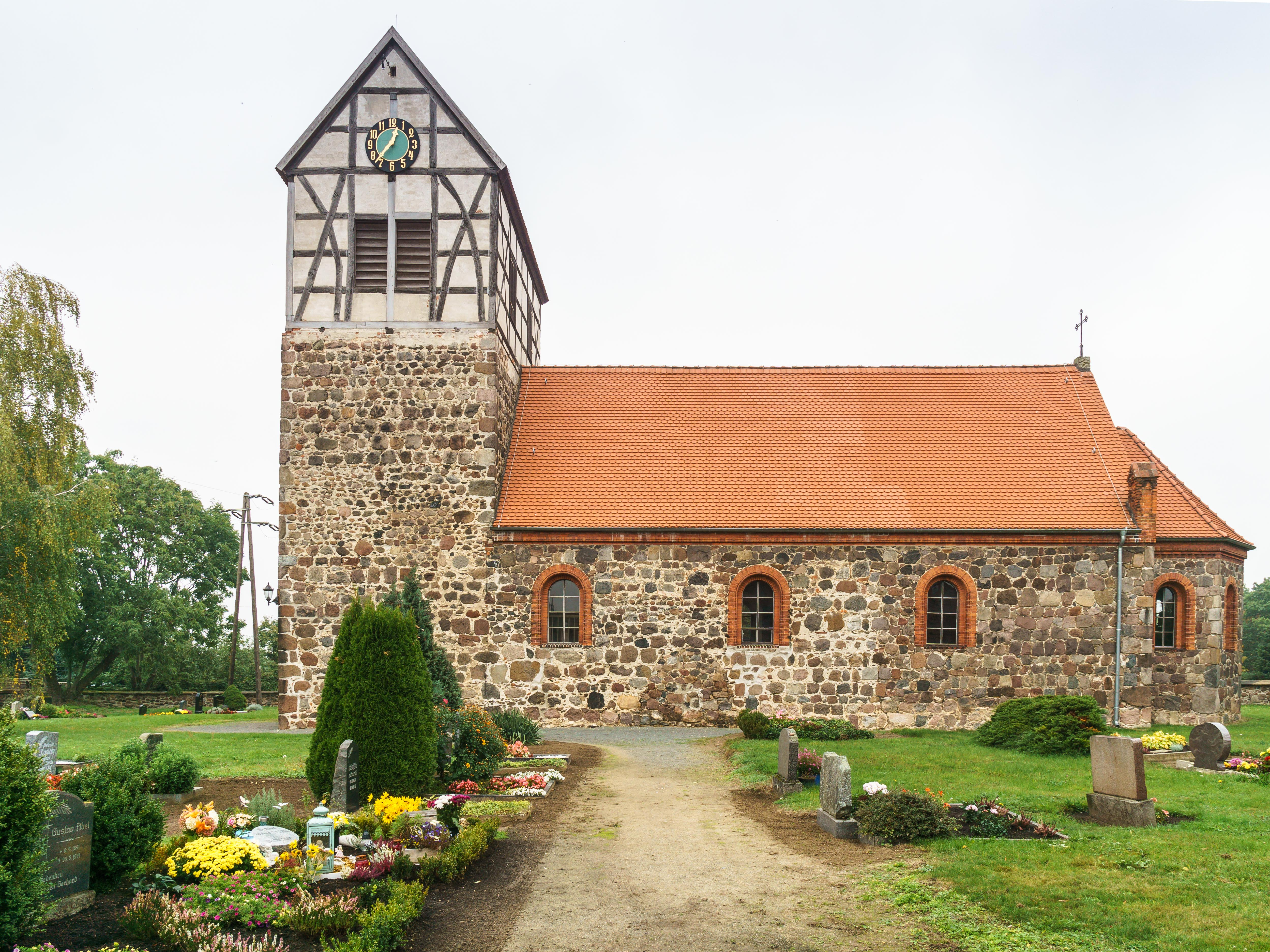
Ansicht von Süden

Die evangelische Dorfkirche Borstel ist eine im Kern spätromanische Saalkirche im Ortsteil Borstel von Stendal im gleichnamigen Landkreis in Sachsen-Anhalt. Sie gehört zum Pfarrbereich St. Jakobi Stendal im Kirchenkreis Stendal der Evangelischen Kirche in Mitteldeutschland.

## Geschichte und Architektur
Die Dorfkirche Borstel ist ein Feldsteinbau aus Schiff, Chor mit Fünfachtelschluss und einem Westquerturm mit Fachwerkaufsatz und Satteldach, der im Kern aus der Mitte des 13. Jahrhunderts stammt. Im Jahr 1795 erfolgte eine Erneuerung des Glockengeschosses; im Jahr 1858 wurde der Chor abgebrochen, das Schiff um eineinhalb Joche verlängert und ein eingezogener polygonaler Chor angebaut. Dabei wurden die Rundbogenfenster vergrößert und das Westportal eingebrochen.
Das Obergeschoss des Westquerturms war ursprünglich durch eine jetzt vermauerte Einsteigetür zugänglich.
Im Innern ist das Bauwerk mit einem kuppeligen Kreuzgratgewölbe abgeschlossen, die beiden westlichen Joche sind vom Ursprungsbau erhalten. Der Turm wird im Untergeschoss durch ein Quertonnengewölbe abgeschlossen.

## Ausstattung
Das Hauptstück der Kirchenausstattung ist ein Altarretabel mit einem künstlerisch wertvollen Kreuzigungsgemälde mit Maria, Maria Magdalena und Johannes, das von Akanthusschnitzereien gerahmt ist. Darüber ist Christus mit der Siegesfahne dargestellt. Das Retabel wurde um 1795 angefertigt und 1860 restauriert. Die übrige Ausstattung ist schlicht und stammt aus der Zeit um 1858.
Im Altmärkischen Museum in Stendal befindet sich ein Taufengel aus der Zeit um 1740, der vermutlich aus dieser Kirche stammt.
Aus der Friedhofsmauer ragt ein Schaft eines abgebrochenen Sühnekreuzes.